# Poluostrov Shubartarauz
Poluostrov Shubartarauz är en halvö i Kazakstan.   Den ligger i oblystet Qyzylorda, i den centrala delen av landet, 900 km sydväst om huvudstaden Astana.